# Mycomya macateei
Mycomya macateei är en tvåvingeart som beskrevs av Vaisanen 1984. Mycomya macateei ingår i släktet Mycomya och familjen svampmyggor. Inga underarter finns listade i Catalogue of Life.